# Lubāns
Lubāns (også Lubānas eller Lubāna) er Letlands største sø og ligger i midten af det østlige lettiske lavland. Det er en lavvandet dræningssø, med tilløb fra Rēzekne-, Malta-, Malmuta- og Lisinja-floderne og flere mindre bække og med afløb via Aiviekste i Daugava.
Efter ødelæggende oversvømmelser i foråret 1926 blev der bygget flere dæmninger og grøfter. Søens højde kan svinge mellem cirka 90 og 93 m.o.h. I en højde af 90,75 meter har søen har et areal på 25 km2, stigende til cirka 100 km2 ved en højde af 92,75 meter. Mindre søer i Lubāns-bassinet er blevet kunstigt drænet og jorden anvendes til landbrug